# Saint-Paul (Oise)
Saint-Paul è un comune francese di 1 663 abitanti situato nel dipartimento dell'Oise della regione dell'Alta Francia.

## Società

### Evoluzione demografica
Abitanti censiti